# Salamitaktik
Salamitaktik (auch Salami-Taktik) ist eine Bezeichnung für die Vorgehensweise, größere Ziele durch kleine Schritte oder Forderungen zu erreichen.

## Herkunft

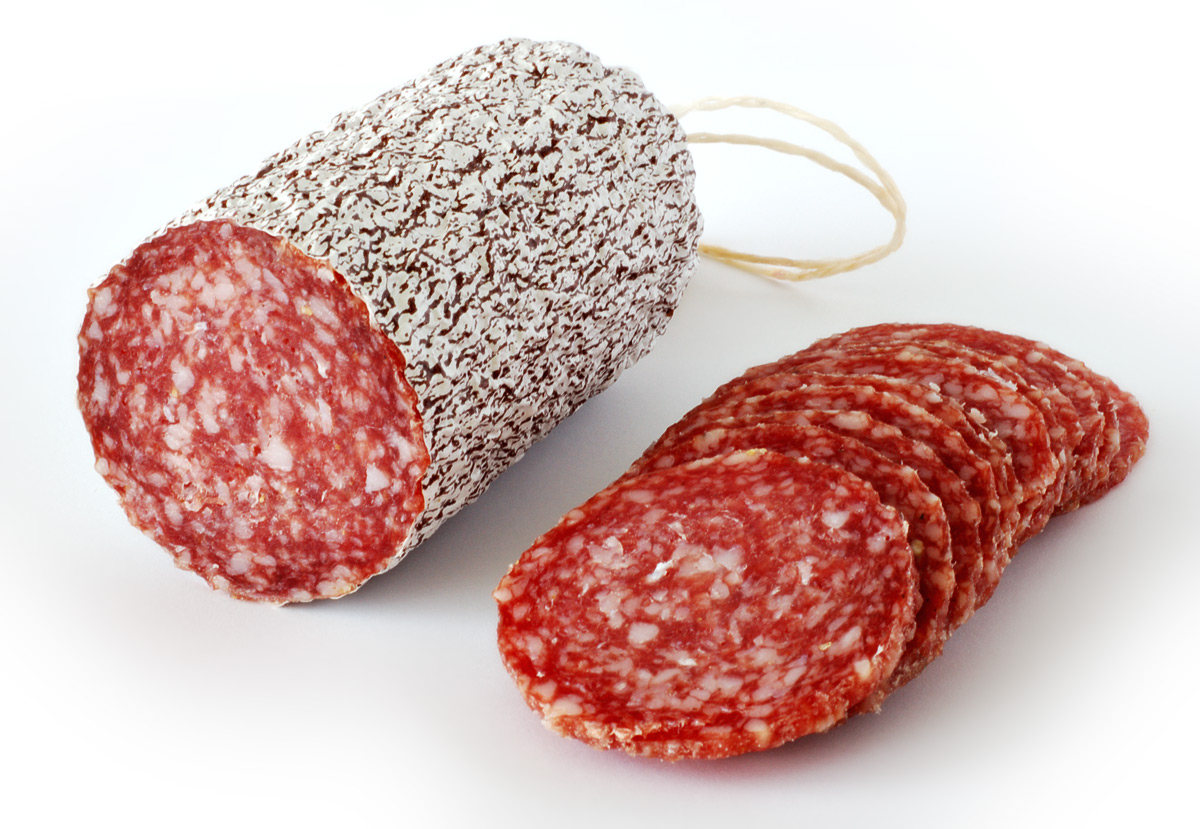
Salami und Salamischeiben

Der Begriff nimmt metaphorisch Bezug auf das Zuschneiden eines großen Stücks Wurst (Salami) in dünne Scheiben.
Der Ausdruck wurde in Ungarn als ungarisch szalámitaktika durch Zoltán Pfeiffer, den damaligen Chef der Kleinlandwirtepartei, nach den Wahlen von 1947 geprägt, als die kommunistische Partei scheibchenweise immer mehr Macht übernahm, indem sie ihre Gegner entweder sukzessive durch allerlei Tricks ausschaltete oder sie dazu brachte, sich ihr anzuschließen. Der zunächst vom politischen Gegner geprägte Begriff wurde später vom Generalsekretär der ungarischen Kommunistischen Partei, dem Stalinisten Mátyás Rákosi, in prahlerischer Absicht wiederholt verwendet und verbreitete sich in der Folge in viele Sprachen.

## Verwendung
Das Wort wird in unterschiedlichen Zusammenhängen verwendet. Im Projektmanagement wird mit dem Begriff Salamitaktik die „gute Möglichkeit“ beschrieben, „großen Aufgaben ihren Schrecken zu nehmen“, indem man sich die einzelnen Bestandteile der Aufgabe verdeutlicht und sie „Scheibe für Scheibe“ abarbeitet.
In der Politik (z. B. Tarifverhandlungen) wird der Begriff meist abwertend für den Verhandlungsstil derjenigen Verhandlungspartei verwendet, die an einer Veränderung der Verhältnisse im Sinne des erklärten Verhandlungsziels kein Interesse hat. In diesem Zusammenhang bezeichnet Salamitaktik das Bestreben, bei der Suche nach einem Kompromiss immer nur minimale Zugeständnisse zu machen, um so die Verhandlungen in die Länge zu ziehen und dadurch den Gegner zu zermürben.
Es kann sich aber auch um eine Taktik handeln, die problematische, weil unpopuläre Ziele über einen langen Zeitraum in kleinen, kaum wahrnehmbaren Schritten verwirklicht, die jeder für sich nur eine kleine, scheinbar unbedeutende Änderung darstellen, und somit einer Mehrheit vermittelbar sind (siehe auch Habituation).
Eine weitere Verwendung für Salamitaktik beschreibt die Vorgehensweise, die Wahrheit nur scheibchenweise zu „servieren“. Eine in Bedrängnis geratene Person verrät nur so viel von ihrem (vermeintlichen) rechtlichen oder moralischen Fehlverhalten, wie ihr bereits nachgewiesen werden kann oder wie sie es für als taktisch sinnvoll erachtet.
Im Zusammenhang mit Software- oder Hardwareprojekten wird unter Salamitaktik das unerwünschte Verhalten des Kunden bezeichnet, immer wieder neue Anforderungen an ein Projekt zu stellen. Die Situation ist in diesem Fall gekennzeichnet durch mangelhafte Planung und unkoordinierte sowie fehleranfällige Umsetzung.
Im Vergaberecht bedeutet Salamitaktik die verbotene Aufteilung von Beschaffungen in mehrere Vorgänge, um im Unterschwellenbereich zu bleiben, also nur national ausschreiben zu müssen.